# Unknown Pleasures
Unknown Pleasures é o álbum de estreia da banda pós-punk inglesa Joy Division. O álbum foi gravado em abril de 1979 no Strawberry Studios, em Stockport. Originalmente, não havia indicação dos lados do LP, além disso, os nomes das faixas estão escritos no encarte e não no selo. Na reedição em CD, convencionou-se ser o lado A, o que começa com a música "Disorder".

## Plano de fundo
O Joy Division foi formado em Salford em 1976 durante a primeira onda do punk rock. Bernard Sumner e Peter Hook compareceram separadamente a um show do Sex Pistols no Manchester Lesser Free Trade Hall em 4 de junho de 1976 e ambos abraçaram a simplicidade, velocidade e agressividade daquela banda.  Formando uma banda com seu amigo Terry Mason na bateria, Sumner na guitarra e Hook no baixo, eles anunciaram um vocalista. Ian Curtis, que Sumner e Hook já conheciam, se inscreveu e, sem precisar fazer teste, foi contratado. Após uma série de mudanças de baterista, Stephen Morris se juntou à banda - na época chamada de Warsaw - em agosto de 1977. Para evitar confusão com a banda punk londrina Warsaw Pakt, eles se renomearam como Joy Division no final de 1977. 
Depois de assinar um contrato de gravação com a RCA Records no início de 1978, o Joy Division gravou algumas demos; no entanto, eles ficaram insatisfeitos com a forma como sua música foi mixada e pediram a rescisão do contrato. O primeiro lançamento da banda foi o EP independente, An Ideal for Living, que foi lançado em junho de 1978. Eles fizeram sua estreia na televisão no noticiário local de Tony Wilson, Granada Reports , em setembro de 1978. De acordo com Hook, a banda recebeu uma oferta de £ 70.000 da Genetic Records de Londres. No entanto, o empresário da banda, Rob Gretton, abordou Wilson sobre o lançamento de um álbum por seu selo Factory Records, Wilson explicou que Gretton havia calculado que, dada a divisão 50/50 dos lucros do Factory, a banda poderia ganhar tanto dinheiro com a gravadora independente quanto pudesse assinando com uma gravadora major. Wilson acrescentou que uma das principais razões de Gretton para abordar a Factory foi para que "ele não tivesse que pegar um trem para Londres toda semana e 'conversar com pepitas'. Ninguém poderia usar a palavra 'cockney' com tanto desprezo quanto Rob ". Gretton estimou que o álbum custaria £ 8.000 para ser produzido; no entanto, Wilson disse em 2006 que o custo inicial terminou em £ 18.000. 

## Título e arte da capa
A capa foi feita por Peter Saville e Chris Mathan, mas foi Bernard Sumner quem deu a ideia de colocar a figura usada na capa. Essa figura, encontrada ao acaso por Sumner, era um gráfico produzido por Harold D. Craft, Jr no seu estudo dos sinais de rádio captados pelo Radiotelescópio de Arecibo do pulsar PSR B1919+21, a primeira estrela de nêutrons observada cuja descoberta se deve a astrônoma Jocelyn Bell. A figura da capa também está no selo do LP. Na contracapa do LP, consta a frase "Isto não é um conceito, é um enigma".

## Faixas
Todas as letras escritas por Joy Division. 
| Lado A |                    |         |  |
| N.º    | Título             | Duração |  |
| 1.     | "Disorder"         | 3:32    |  |
| 2.     | "Day of the Lords" | 4:49    |  |
| 3.     | "Candidate"        | 3:05    |  |
| 4.     | "Insight"          | 4:29    |  |
| 5.     | "New Dawn Fades"   | 4:47    |  |

| Lado B |                      |         |  |
| N.º    | Título               | Duração |  |
| 1.     | "She's Lost Control" | 3:57    |  |
| 2.     | "Shadowplay"         | 3:55    |  |
| 3.     | "Wilderness"         | 2:38    |  |
| 4.     | "Interzone"          | 2:16    |  |
| 5.     | "I Remember Nothing" | 5:53    |  |

## Integrantes
- Ian Curtis – vocais e guitarra em "I Remember Nothing"
- Bernard Sumner – guitarra e teclados
- Peter Hook – baixo e vocais de apoio em "Interzone"
- Stephen Morris – bateria e percussão